# BMW Ljubljana Open 2009
Il BMW Ljubljana Open 2009 è stato un torneo professionistico di tennis maschile giocato sulla terra rossa, che facevano parte dell'ATP Challenger Tour 2009. Si è giocato a Lubiana in Slovenia dal 21 al 27 settembre 2009.

## Partecipanti

### Teste di serie
| Nazionalità | Giocatore       | Ranking* | Testa di serie |
| ----------- | --------------- | -------- | -------------- |
| Italia      | Paolo Lorenzi   | 123      | 1              |
| Croazia     | Roko Karanušić  | 131      | 2              |
| Francia     | Stéphane Robert | 135      | 3              |
| Slovenia    | Blaž Kavčič     | 149      | 4              |
| Serbia      | Ilija Bozoljac  | 163      | 5              |
| Croazia     | Ivan Dodig      | 168      | 6              |
| Italia      | Tomas Tenconi   | 183      | 7              |
| Slovenia    | Grega Žemlja    | 185      | 8              |

- Ranking al 14 settembre 2009.

### Altri partecipanti
Giocatori che hanno ricevuto una wild card:
- Rok Bonin
- Aljaž Bedene
- Janez Semrajč
- Mark Zakovšek
- Dušan Lojda

Giocatori passati dalle qualificazioni:
- Jonathan Eysseric
- Kornél Bardóczky
- Ádám Kellner
- Goran Tošić

## Campioni

### Singolare
Paolo Lorenzi ha battuto in finale  Grega Žemlja, 1–6, 7–6(4), 6–2

### Doppio
Jamie Delgado /  Jamie Murray hanno battuto in finale  Stéphane Robert /  Simone Vagnozzi, 6–3, 6–3